# Джунгуо Пин Ан
„Джунгуо Пин Ан“ (на китайски: 中国平安, на пинин: Zhōngguó Píng Ān) е китайска застрахователна компания със седалище в Шънджън.
Започва дейността си през 1988 година с имуществени застраховки и се разраства бързо през следващите десетилетия, като през 2021 година е петата по размер на нетните премии застрахователна компания в света. „Джунгуо Пин Ан“ е публична компания с близо 1 милион акционери, като към юни 2023 година само двама имат дял над 5% – тайландската група „Чарън Попкханд“ и правителството на Шънджън.